# Small Astronomy Satellite 2

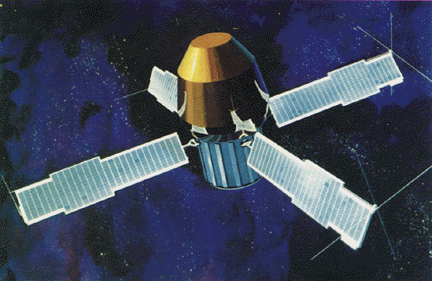
Imagem artística do SAS-2 em órbita.

Small Astronomy Satellite 2 (também conhecido como SAS-2, B SAS ou Explorer 48) foi um satélite estadunidense da NASA com um telescópio astronômico de raios gama. Foi lançado em 15 de novembro de 1972 da platorma de San Marco, no Quênia. O satélite cessou as operações em 8 de junho de 1973.
O SAS-2 descobriu um pulsar que acredita-se que seja o remanescente de uma supernova que explodiu 300.000 anos atrás. 